# Via (elettronica)
Una via è una connessione elettrica tra strati di rame in un circuito stampato. Essenzialmente è un piccolo foro che attraversa due o più strati adiacenti, il foro è placcato in rame in modo da formare il collegamento elettrico attraverso l'isolamento che separa gli strati di rame.

## Nei circuiti stampati

Diversi tipi di via:
(1) Foro passante.
(2) Via cieca.
(3) Sepolto via.
Gli strati grigio e verde non sono conduttivi, mentre i sottili strati arancioni e le vie rosse sono conduttive.

Nella progettazione di circuiti stampati (PCB), una via è costituita da due blocchi in posizioni corrispondenti su diversi strati della scheda, che sono collegati elettricamente da un foro attraverso la scheda. Il foro è reso conduttivo mediante deposizione galvanica, oppure è rivestito con un tubo o un semplice rivetto. I PCB multistrato ad alta densità possono avere microvie: i via ciechi sono esposti solo su un lato della scheda, mentre i via sepolti collegano gli strati interni senza essere esposti su nessuna delle superfici. I via termici allontanano il calore dai dispositivi di alimentazione e sono generalmente utilizzati in array di circa una dozzina.
Nella figura a destra sono mostrati tre tipi principali di via. I passaggi fondamentali per realizzare un PCB sono: realizzare il materiale del substrato e impilarlo a strati; perforazione passante di placcatura delle vie; e modellazione di tracce di rame mediante fotolitografia e incisione. Con questa procedura standard, le configurazioni possibili sono limitate ai fori passanti. Le tecniche di perforazione controllate in profondità come l'utilizzo di laser possono consentire tipi di via più vari (i trapani laser possono essere utilizzati anche per fori più piccoli e posizionati in modo più preciso rispetto a quelli prodotti dai trapani meccanici). La produzione di PCB inizia in genere con un cosiddetto core, un PCB a doppia faccia di base. Gli strati oltre i primi due vengono impilati da questo blocco di costruzione di base. Se altri due strati vengono impilati consecutivamente dal fondo del nucleo, puoi avere un 1-2 via, un 1-3 via e un foro passante. Ogni tipo di via è realizzata mediante foratura in ogni fase di accatastamento. Se uno strato è impilato sopra il nucleo e l'altro è impilato dal basso, le possibili configurazioni via sono 1-3, 2-3 e foro passante. L'utente deve raccogliere informazioni sui metodi di impilamento consentiti dal produttore del PCB e sui possibili via. Per le schede più economiche, vengono realizzati solo fori passanti e l'antipad (o gioco) viene posizionato su strati che dovrebbero non essere in contatto con i via.

## Galleria d'immagini

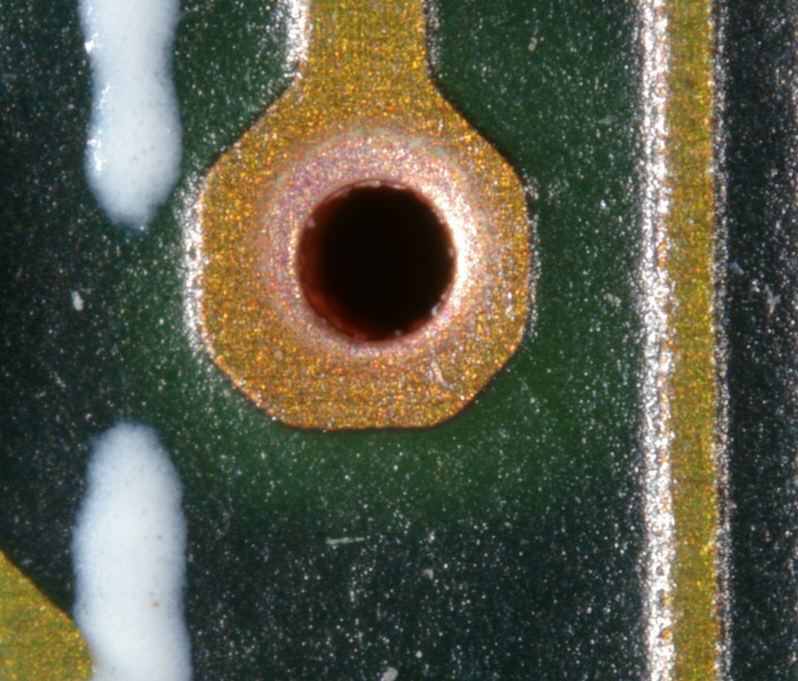
Fori passanti placcati, in questa sezione ce ne sono otto su una tavola multistrato (ingrandita)
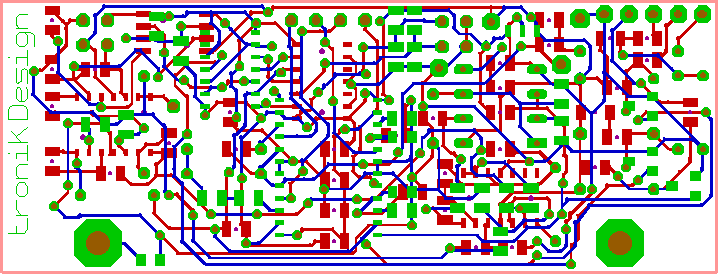
Placcatura a doppio strato in CAD. Strato sottostante - rosso Strato superiore - blu
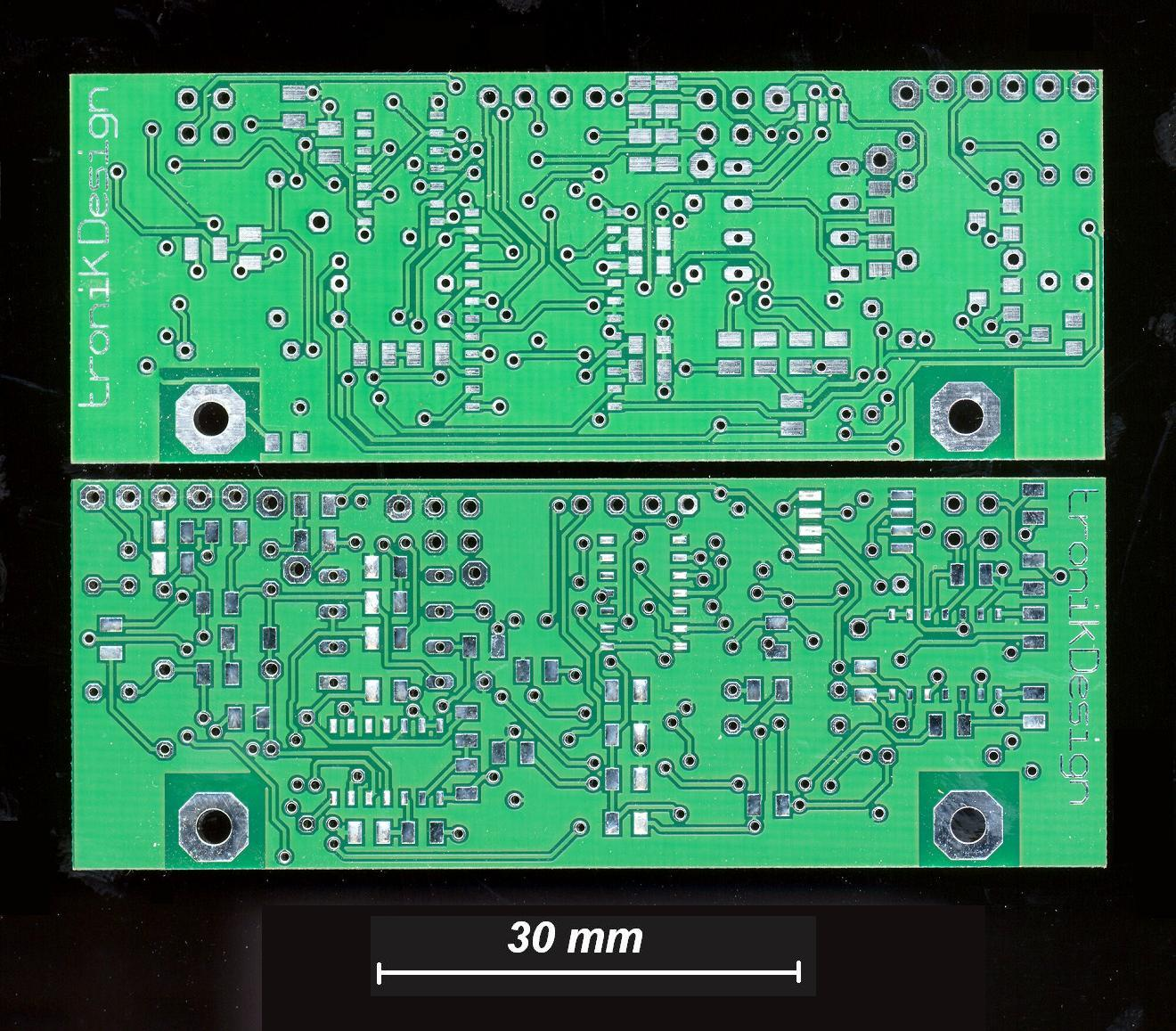
Placcatura di fori passanti: Sopra – strato superiore Sotto - strato sottostante

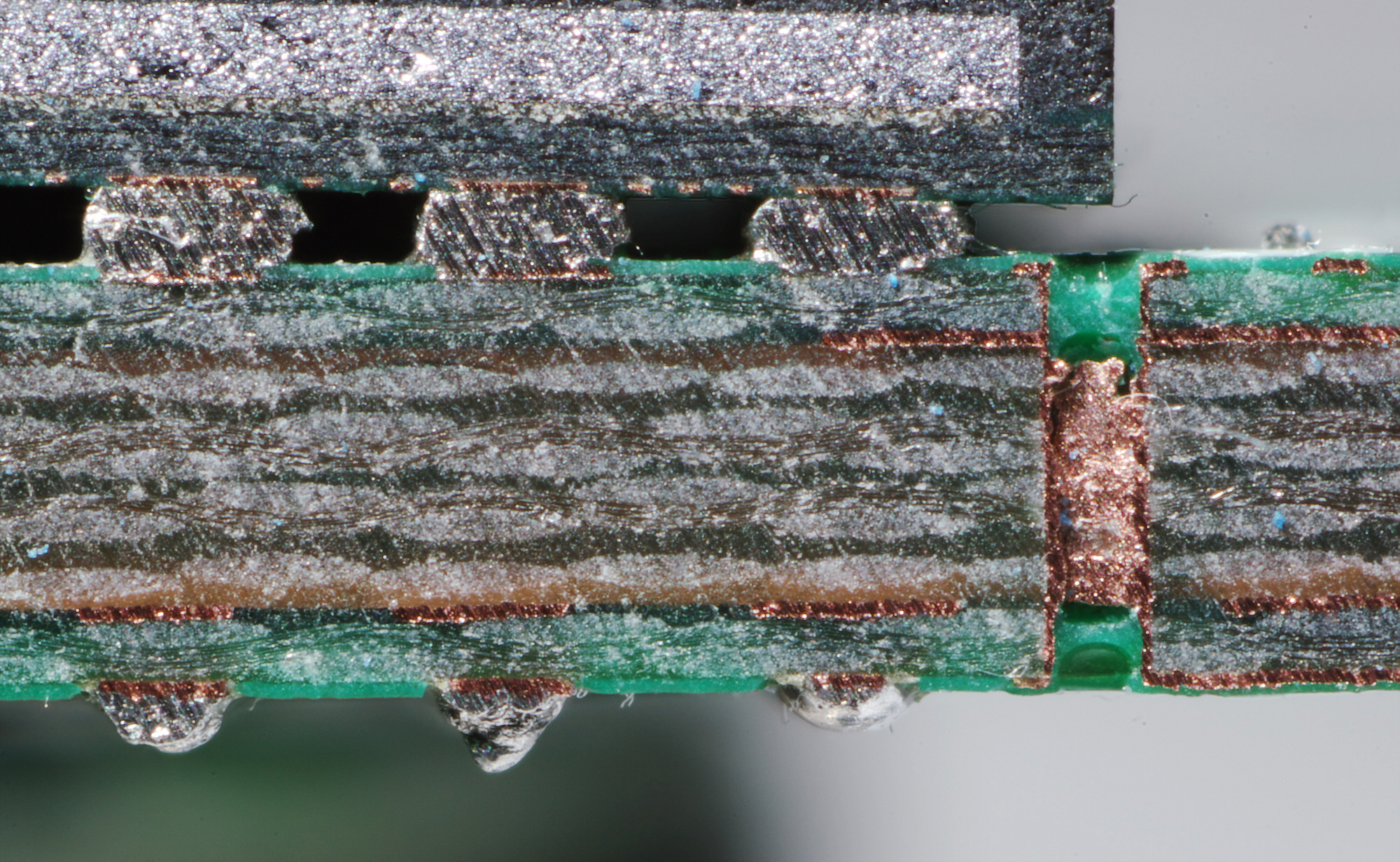
Sezione trasversale di una via multistrato
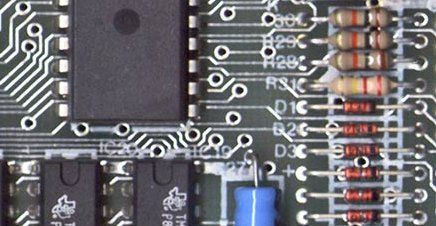
I piccoli cerchi metallici sono delle vie